# Laxå
Laxå er en by i landskabet Närke i Örebro län i Sverige. Den er administrationsby i Laxå kommune og i år 2010 boede der 3.064 indbyggere. Laxå ligger ved Europavej E20 og var tidligere jernbaneknudepunkt og industriby. I nærheden af Laxå ligger kurbyen Porla brunn.
Jernbanelinjen Västra stambanan åbnedes gennem Laxå i 1862, og da Värmlandsbanan åbnedes i 1866 blev byen et jernbaneknudepunkt, men den har mistet den betydning efter, at der blev bygget en forbifart nord om stationen i 1962, hvilket betyder, at togene på Nordvästra stambanan normalt ikke går til Laxå station, men direkte till Hallsberg. Fra Laxå station er der præcis lige langt til Stockholm og Göteborg.